# خالد بلعيد
خالد بلعيد (مواليد 2 نوفمبر 1986 في عدن، اليمن) لاعب كرة قدم يمني ينتمي حاليا لنادي التلال اليمني ويجيد اللعب في خط الوسط. كان ضمن منتخب اليمن تحت 17 سنة المشارك في بطولة كأس العالم للناشئين 2003 التي أقيمت في فنلندا.

## الإنجازات

### النادي
التلال
- الدوري اليمني: 1

2004-2005
- كأس رئيس الجمهورية: 2
  - 2007، 2010
  - الوصيف: 2009
- كأس نسيم اليمني: 1
  - 2003
- كأس المريسي: 1
  - 2003

### المنتخب
- اليمن تحت 17 سنة
  - كأس العالم لكرة القدم تحت 17 سنة
    - دور المجموعات: 2003

  - بطولة آسيا لكرة القدم للناشئين تحت 16 سنة
    - الوصيف: 2002

## وصلات خارجية
- خالد بلعيد على موقع قاعدة بيانات كرة القدم.إي يو (الإنجليزية)
- خالد بلعيد على موقع ناشيونال فوتبول تيمز (الإنجليزية)